# QRソング
「QRソング」（キューアールソング）は、文化放送のステーションソング。正式な曲名は「QRの歌」。

## 概要
1961年にザ・ピーナッツの歌唱で公開されて以来、文化放送のSB枠内や天気予報や交通情報のBGMなど、番組中に多用されてきた他、同社の電話保留音などにも使用されている。
当時アメリカ合衆国ロサンゼルスの人気AMラジオ局 KFWBのある番組がジングルや即興で作った歌と音楽で構成されており、1960年頃にプロデューサー金子貞男は彼の担当番組に出演していたアメリカ人からその録音テープを聞かせられ、それに感銘を受けてステーションソングの作成を企画。作曲は、金子の友人でCMソングを数多く手掛けていたいずみたくに依頼。いずみの推薦で作詞は野坂昭如、歌唱はザ・ピーナッツに決定し、1961年6月6日に録音された。 日本民間放送連盟の第12回民放大会賞（現・日本民間放送連盟賞）において、「CM部門」の「ラジオCM第1種（5秒以内）」 の部で優秀賞を受賞している。
2015年12月7日のワイドFM放送開始と共に、ステーションソング・ジングルとしての使命を終えた。その代わりとして、浅川真洋が作詞・作曲し、声優・歌手の山村響の歌唱による新ステーションサウンドを新たに制作、使用している。ただし、局としては今後もQRソングを残していく方向で、同月15日の定例記者会見でも、当時の社長・三木明博が同月9日に死去した野坂昭如について触れた上で「文化放送の財産」「QRソングはなくすつもりはない」と述べており、実質の使用休止状態としていたが、2023年1月2日（1月1日の深夜）から曲のサビを活用して制作された2曲の新しいステーションサウンドと言う形で再び使用されている。
2016年3月31日に放送された、「文化放送開局記念特番『Song For You 〜歌のおくりもの〜 』」にて、浅川がゲスト出演して「QRソング 65周年記念スペシャルREMIX!!」を制作して、番組内で披露している。
2021年には、翌年の開局70周年（2022年3月31日）に向けた記念企画の一環で、4月改編（3月29日実施）から「開局70周年バージョン」を各種コールサインなどで使用している。このバージョンでは、現行のステーションサウンドと同じく、浅川が編曲、山村が歌唱を担当。天気予報・交通情報用のBGMは、編曲と天気予報用BGMの演奏をHiro-a-keyが担当した。ジングルとしては現行ステーションサウンドと併用する形で用いられている。ただし、時報音には1999年6月10日から2015年12月6日まで使用していた音源（オルゴール調のアレンジバージョン）を改めて活用している。

## 作詞・作曲者
- 作詞:野坂昭如
- 作曲:いずみたく

いずみは、OBCソング（ラジオ大阪）や東海ラジオ放送社歌（東海ラジオ）など、他局のステーションソングをいくつか手掛けている。

## 歌詞
- 社名である「文化放送」や同局のコールサインである「JOQR」。その下2桁である「QR」、同局のAMでの周波数（後述）などがルフランで登場する他、同局が放送しているラジオ番組のジャンル（ラジオドラマ・ニュース・歌番組）も盛り込んでいる。
- AM周波数部分の歌詞は1978年（昭和53年）11月23日、ITU（国際電気通信連合）の取り決めにより、同局の周波数が1130kHzから9kHz間隔の1134kHzに変更されたのに伴って、「1・1・3・0」（いちいちさんぜろ）から「1・1・3・4」（いちいちさんよん）に変更された。
  - 2021年に発表された、山村響が歌唱したバージョンはサビの部分しか発表されていないため、2015年12月7日に運用を開始したワイドFMの周波数である「91.6」が歌詞に盛り込まれたものは存在していない。
- 同局が放送しているラジオ番組のジャンルに触れているくだりでは「ドラマ」の語が登場することから、ラジオドラマが多く制作・放送されていた時代に作られたことが窺われる。そのため西村知美が歌唱したバージョン（加山雄三が編曲・演奏）では、ラジオドラマが無くなった当時の番組編成事情から、この部分が「ワイド」（ワイド番組のこと）に差し替えられたが、その後のいわゆるアニラジ番組[注釈 2]等の増加で、ラジオドラマが復活を果たしたこともあり、原歌詞に戻されている。また西村バージョンは、この頃のステーションキャッチフレーズであった「1134、イイザンス」に因んだ、韻を踏んだ歌詞の差し替えもされていた。
  - 2021年バージョンでジングルとして用いられているもの中には70周年ヴァージョンの一つとしてキャンペーンキャッチの「もっと過激に もっと優しく 文化放送」、あるいは2023年キャンペーンキャッチの「好きがつながる 文化放送」に歌詞を変えたものも存在する。
- “文化放送”の部分を駄洒落で「――包丁」と言い換えたバージョンもあった（猫ひろしのギャグとしても知られる）。
- また、同局発行の番組表（切手同封で入手可能）に、歌詞が掲載されたことがある。
- この曲の作成にあたって文化放送は野坂昭如に対して5秒の曲に「文化放送」と「JOQR」を歌詞に盛り込むように要求したため、結果として野坂がCMソングライターをやめるきっかけとなった作品である。

## 放送開始・終了時における使用
- 1998年4月 - 2015年12月7日は、月曜日早朝の放送開始時と、日曜日深夜（月曜日未明）の放送終了時のインターバル・シグナルとしてQRソングを流しており、放送開始時はアナウンスの前、放送終了時はアナウンスの後に放送されていた状況について記述する。
- 放送終了時には「ショートVer.」「インストゥルメンタル・アコースティックVer.」「賛美歌Ver.」が、放送開始時には「賛美歌Ver.」「インストゥルメンタル・ロックVer.」「フルVer.」がそれぞれ連続して流れた。なお、放送休止中の試験電波（主に四谷予備送信所からの試験電波）でも、「インストゥルメンタル・オリジナルVer.」と、「インストゥルメンタル・ロックVer.」を、交互でフルで流していた。
  - 編曲はかつてこの曲を歌ったことがある尾崎亜美が手がけており、「ショートVer.」「フルVer.」「賛美歌Ver.」は『古本新之輔 ちゃぱらすかWOO!』で誕生したユニット・Skr@tchが歌唱を担当した。
- 2023年1月からは、月曜日早朝の放送開始時と、日曜日深夜（月曜日未明）の放送終了時は、QRソングのサビを活かした新しいステーションサウンドに変更されている。
- 1998年4月 - 2005年3月は、天気予報のBGMとして「インストゥルメンタル・アコースティックVer.」が、交通情報のBGMとして「インストゥルメンタル・ロックVer.」がそれぞれ流れていた。1999年3月までは、放送終了に入る前のアナウンスの前に放送していた。
- 1998年3月頃まで放送開始時に流れていた曲は、チャイコフスキーの『白鳥の湖』から「第3幕・王宮の舞踏会」のうちの一曲、放送終了時に流れていた曲は、ドビュッシーの『月の光』であった。

## 歌ったことがあるアーティスト
※編曲は別。
※ほとんどが資料に乏しいため、一部未確認の可能性もあり。
1960年代
- ザ・ピーナッツ（オリジナル）

1970年代
- キャンディーズ
- シモンズ
- 尾崎亜美（前バージョンの編曲も手がけた）
- いずみたくシンガーズ

1980年代
- 柏原芳恵
- 岩崎良美
- 由紀さおり・安田祥子
- 西村知美（「1134 イイザンス」バージョン）
- 本田美奈子
- 森下由実子
- 工藤静香

1990年代
- Skr@tch（「古本新之輔 ちゃぱらすかWOO!」で誕生したユニット。前バージョンの歌唱をしていた）

2000年代
- 菊地まどか（浪曲編）
- キンモクセイ
- 水樹奈々
- 岩田さゆり
- INSPi
- 諏訪部順一・広橋涼・鷲崎健・松来未祐・松風雅也・新谷良子・清水愛・こやまきみこ（2003年の年末特番「ファミリー！文化放送2003～2004スペシャル　A&G presents 年またぎの夢見よう！～アゴましておめでとう」のオープニングで合唱）
- 鷲崎健・浅野真澄
- 皆川純子・広橋涼（二人が担当していたラジオ番組「純子と涼のアシタヘストライク!」で）
- 大島麻衣

2010年代
- 日髙のり子・山寺宏一・関俊彦（三人によるユニット『バナナフリッターズ』が担当しているネットラジオ番組「BANANA FRITTERS A-Go-Go!!!」で）
- 嗣永桃子（担当していたラジオ番組「Berryz工房 嗣永桃子のぷりぷりプリンセス」〈ネットラジオ番組移行後〉で）

2020年代
- 山村響（開局70周年バージョンを歌唱。また現行のステーションサウンドも歌唱）
- 阿佐ヶ谷姉妹（『大竹まことゴールデンラジオ！』月曜アシスタント、ステーションブレイクとして）